# アネロス
アネロス（Aneros）は米国企業アメリカ合衆国のアネロス社（Aneros Company）によって開発、発明された男性用-医療用前立腺マッサージ器具、女性用及び男女兼用-Gスポットマッサージ器具の名称である。
名称は解剖学を意味する「Anatomy」と、ギリシャ神話に登場する性愛を司る神「Eros（エロース）」を掛け合わせたものである。

## 前立腺マッサージ器
「アネロス」は、米国のアネロス社（Aneros Company）の泌尿器医ジロー・タカシマ（テキサス州ヒューストン）により1996年に前立腺マッサージ器として開発・発明されたものである。1997年にジロー・タカシマは自らHIH社（High Island Health LLC.）を創業し、特許を取得・製造Pro-Stateと名付けられ販売が開始された。。当時、「アネロス」は前立腺諸症状改善のために家庭でセルフで利用できるマッサージ器具として多くの人々に受け入れられた。日本では「エネマグラ」という名前で販売されていたが以前に代理店契約をしていた有限会社光漢堂による模倣品が出回り、登録商標を持つ光漢堂との裁判に破れた結果開発発明したアネロス社がエネマグラの名称を使えなくなり、光漢堂の商品がエネマグラを名乗れると裁判で決まった為、現在では世界で「アネロス」という名称に統一されている。なお、痔疾治療の器具も発明した「ペリダイス」という名称で同じくアネロス社より製造・販売されている。現在、「エネマグラ」その他類似の名称を用いている物はアネロス社とは一切関係ない。

## アネロスの概要
前立腺諸症状の治療法として医師が肛門から指を挿入し、直腸前壁を介して前立腺マッサージを行うことにより分泌腺内にたまっている膿性分泌物を排出させる治療法はしばしば行われる処置である。「アネロス」はこの従来病院等で行われていた処置を患者自らがしかも直腸に指を挿入することなくセルフでできるようにした器具である。
直腸に挿入される「頭部・柄の部分」は約10ｃｍであり、医療用に材質承認されたシリコン、アセタール、トライトンとステンレススチールで製造されている。利用方法は直腸に挿入した後、自身の肛門括約筋を収縮させることにより「頭部」は直腸前壁から前立腺を「アバットメント」は会陰部をマッサージする。膿性分泌物を排出し、前立腺諸症状の改善はもとより肛門の収縮弛緩により痔疾にも効果が確認され、血液循環が盛んになり新陳代謝も促される。

## 性具としてのアネロス
男性用前立腺マッサージ器として発売された「アネロス」であるが、発売当初から多くの利用者によって射精を伴わないドライオーガズムが誘発されると報告があった。現在ではドライオーガズムを誘発する性具「アネロス」としての人気が高まっている。その後、「アネロス」はドライオーガズムを誘発する男女兼用及び女性用のGスポットマッサージ器も開発、発売している。